# Ebbe Beck-Friis
Ebbe Augustin Beck-Friis, född 28 juli 1928 i Göteborgs domkyrkoförsamling i Göteborgs och Bohus län, död 11 april 1991 i Hedvig Eleonora församling i Stockholm, var en svensk friherre och ingenjör.

## Biografi
Ebbe Beck-Friis var son till civilingenjören Christian Beck-Friis och Anna-Lisa Bolling samt bror till Lisbeth Palme, därigenom svåger till Olof Palme. Efter studentexamen i Stockholm 1947, gick han på Kungliga Tekniska Högskolan (KTH) där han gick ut som civilingenjör 1953. Han blev anställd vid Séche-ron i Genève 1953, kom till Asea i Västerås 1953 och till Asea i Warszawa 1957, där han var direktör från 1962. Han var ordförande i Moderata Företagarrådet.
Han var 1960–1981 gift med Annette-Pierre Majorelle (född 1933), dotter till arkitekten Pierre Majorelle och Evelyn Schmitt-Hannés (Frankrike). De fick dottern Laurence 1961, sonen Sigvard 1963 och sonen Sten 1968.
Ebbe Beck-Friis är begravd på Lovö skogskyrkogård tillsammans med föräldrarna.